# Turn- und Sportverein München von 1860 2009-2010
Questa voce raccoglie le informazioni riguardanti il Turn- und Sportverein München von 1860 nelle competizioni ufficiali della stagione 2009-2010.

## Stagione
In questa stagione il 1860 cambia diversi giocatori per trovare assetti diversi e per cercare di ritornare dopo sei anni nella massima serie; le cose, però non vanno come sperato: la squadra, dopo una partenza tra alti e bassi, conclude il campionato all'ottavo posto. In questa stagione il Monaco 1860 festeggia i 150 anni di storia. Alla venticinquesima giornata, nella partita casalinga vinta contro il FC Saint Pauli per 2-1, la squadra indossa una divisa a strisce verticali verde-oro, ovvero i colori originali della società. I problemi finanziari che attanagliano da anni il club, però, si fanno più gravosi: il debito ammonta a più di 10 milioni di Euro.

## Organigramma societario
Area direttiva
- Presidente:  Rainer Beeck[1]

Area tecnica
- Allenatore:  Ewald Lienen[2]

## Rosa
| N. |                      | Ruolo | Calciatore           |
| -- | -------------------- | ----- | -------------------- |
| 25 | Germania (bandiera)  | P     | Michael Hofmann      |
| 1  | Ungheria (bandiera)  | P     | Gábor Király         |
| 12 | Germania (bandiera)  | P     | Philipp Tschauner    |
| 6  | Francia (bandiera)   | D     | Mathieu Béda         |
| 20 | Turchia (bandiera)   | D     | Tarık Çamdal         |
| 5  | Tunisia (bandiera)   | D     | Radhouène Felhi      |
| 19 | Georgia (bandiera)   | D     | Mate Ghvinianidze    |
| 4  | Germania (bandiera)  | D     | Torben Hoffmann      |
| 14 | Grecia (bandiera)    | D     | José Holebas         |
| 2  | Serbia (bandiera)    | D     | Antonio Rukavina     |
| 15 | Germania (bandiera)  | C     | Stefan Aigner        |
| 35 | Argentina (bandiera) | C     | Emanuel Biancucchi   |
| 7  | Germania (bandiera)  | C     | Daniel Bierofka      |
| 8  | Serbia (bandiera)    | C     | Aleksandar Ignjovski |

| N. |                     | Ruolo | Calciatore                       |
| -- | ------------------- | ----- | -------------------------------- |
| 21 | Germania (bandiera) | C     | Sandro Kaiser                    |
| 24 | Romania (bandiera)  | C     | Florin Lovin                     |
| 18 | Germania (bandiera) | C     | Alexander Ludwig                 |
| 3  | Brasile (bandiera)  | C     | Marcos Antônio Nascimento Santos |
| 16 | Germania (bandiera) | C     | Dominik Stahl                    |
| 36 | Germania (bandiera) | C     | Dominik Stahl                    |
| 22 | Nigeria (bandiera)  | C     | Eke Uzoma                        |
| 11 | Germania (bandiera) | A     | Benjamin Lauth                   |
| 32 | Kosovo (bandiera)   | A     | Kushtrim Lushtaku                |
| 26 | Togo (bandiera)     | A     | Peniel Mlapa                     |
| 17 | Grecia (bandiera)   | A     | Charis Pappas                    |
| 9  | Serbia (bandiera)   | A     | Đorđe Rakić                      |
| 10 | Germania (bandiera) | A     | Sascha Rösler                    |
| 27 | Germania (bandiera) | A     | Manuel Schäffler                 |

## Organigramma societario
Area tecnica
- Allenatore: Ewald Lienen
- Allenatore in seconda: Abder Ramdane, Bernhard Winkler
- Preparatore dei portieri: Jürgen Wittmann
- Preparatori atletici:

## Risultati

### 2. Bundesliga

#### Girone di andata
| Arbitro: | Schriever |

|                      |           |  |
| Cooper 17’ Lauth 62’ | Marcatori |  |

| Arbitro: | Rafati |

|                        |           |           |
| Jänicke 7’ Bartels 79’ | Marcatori | 19’ Lauth |

| Arbitro: | Gagelmann |

|            |           |                                 |
| Cooper 18’ | Marcatori | 19’ Timm 59’ Krebs 72’ Langkamp |

| Ahlen 28 agosto 2009, ore 18:00 CEST 4ª giornata | Rot Weiss Ahlen | 0 – 0 referto | Monaco 1860 | Wersestadion (4 025 spett.)\| Arbitro: \| Thielert \| |
| Arbitro:                                         | Thielert        |               |             |                                                       |

| Arbitro: | Kinhöfer |

|                                         |           |          |
| Holebas 51’ Lauth 75’ Ludwig 90’ (rig.) | Marcatori | 89’ Haas |

| Arbitro: | Steinhaus |

|               |           |  |
| Auer 44’, 90’ | Marcatori |  |

| Monaco di Baviera 27 settembre 2009, ore 13:30 CEST 7ª giornata | Monaco 1860 | 0 – 0 referto | Paderborn | Allianz Arena (21 500 spett.)\| Arbitro: \| Willenborg \| |
| Arbitro:                                                        | Willenborg  |               |           |                                                           |

| Arbitro: | Welz |

|                                    |           |           |
| Rothenbach 28’ Ebbers 58’ Naki 90’ | Marcatori | 89’ Mlapa |

| Arbitro: | Kempter |

|                                |           |            |
| Holebas 5’ Mlapa 50’ Lauth 88’ | Marcatori | 61’ Larsen |

| Arbitro: | Dingert |

|                                          |           |                      |
| Gjasula 18’ Cenci 63’ (rig.) Cidimar 79’ | Marcatori | 85’ Mlapa 89’ Aigner |

| Arbitro: | Kircher |

|  |           |               |
|  | Marcatori | 32’ Jendrišek |

| Arbitro: | Ittrich |

|                 |           |  |
| Radu 62’ (rig.) | Marcatori |  |

| Arbitro: | Kempter |

|  |           |            |
|  | Marcatori | 82’ Pappas |

| Arbitro: | Siebert |

|                         |           |                          |
| Ludwig 36’ Hoffmann 63’ | Marcatori | 69’ Jovanović 73’ Zoundi |

| Arbitro: | Fischer |

|  |           |            |
|  | Marcatori | 63’ Aigner |

| Arbitro: | Weiner |

|           |           |  |
| Ludwig 5’ | Marcatori |  |

| Arbitro: | Winkmann |

|                |           |            |
| Brunnemann 11’ | Marcatori | 36’ Pappas |

#### Girone di ritorno
| Arbitro: | Zwayer |

|                          |           |                              |
| Hartmann 6’ Glockner 54’ | Marcatori | 11’ Aigner 72’ (rig.) Ludwig |

| Arbitro: | Meyer |

|                                            |           |  |
| Lauth 34’ Schöneberg 61’ (aut.) Aigner 78’ | Marcatori |  |

| Arbitro: | Wingenbach |

|  |           |          |
|  | Marcatori | 27’ Kern |

| Arbitro: | Steuer |

|           |           |                |
| Nöthe 68’ | Marcatori | 1’, 88’ Rösler |

| Arbitro: | Metzen |

|                        |           |  |
| Krebs 27’ Iashvili 48’ | Marcatori |  |

| Arbitro: | Stieler |

|                                   |           |                    |
| Pappas 29’ Rösler 49’ Holebas 79’ | Marcatori | 11’ Kratz 59’ Fiél |

| Arbitro: | Siebert |

|                                          |           |            |
| Sağlık 9’ (rig.) Brückner 59’ Alushi 69’ | Marcatori | 76’ Aigner |

| Arbitro: | Gräfe |

|                 |           |            |
| Aigner 23’, 57’ | Marcatori | 51’ Ebbers |

| Arbitro: | Weiner |

|  |           |           |
|  | Marcatori | 84’ Rakić |

| Arbitro: | Schriever |

|                      |           |           |
| Rakić 37’ Ludwig 76’ | Marcatori | 80’ Mehic |

| Arbitro: | Winkmann |

|                                                |           |  |
| Steinhöfer 10’ Jendrišek 30’, 71’ Iličević 90’ | Marcatori |  |

| Arbitro: | Fischer |

|            |           |                         |
| Rösler 35’ | Marcatori | 9’ Petersen 39’ Angelov |

| Arbitro: | Dingert |

|                                |           |                     |
| Mlapa 21’ Aigner 57’ Rakić 90’ | Marcatori | 45’ (aut.) Rukavina |

| Arbitro: | Kircher |

|                          |           |  |
| Langeneke 3’, 90’ (rig.) | Marcatori |  |

| Arbitro: | Metzen |

|                            |           |                         |
| Lauth 12’ (rig.) Mlapa 23’ | Marcatori | 30’ Şmïdtgal' 43’ König |

| Arbitro: | Drees |

|             |           |  |
| Hegeler 67’ | Marcatori |  |

| Arbitro: | Steuer |

|                       |           |  |
| Holebas 42’ Mlapa 81’ | Marcatori |  |

### Coppa di Germania
| Arbitro: | Winkmann |

|  |           |           |
|  | Marcatori | 24’ Felhi |

| Arbitro: | Kircher |

|                                 |                      |                           |
| Bengtsson 10’ (aut.) Cooper 50’ | Marcatori            | 75’ Ramos 79’ Domovčijski |
| Hoffmann Ludwig Mlapa Felhi     | Tiri di rigore 4 – 1 | Kačar Janker Domovčijski  |

| Arbitro: | Schmidt |

|  |           |                              |
|  | Marcatori | 40’ Rafinha 48’, 81’ Höwedes |

## Statistiche

### Statistiche di squadra
| Competizione      | Punti | In casa | In casa | In casa | In casa | In casa | In casa | In trasferta | In trasferta | In trasferta | In trasferta | In trasferta | In trasferta | Totale | Totale | Totale | Totale | Totale | Totale | DR |
| Competizione      | Punti | G       | V       | N       | P       | Gf      | Gs      | G            | V            | N            | P            | Gf           | Gs           | G      | V      | N      | P      | Gf     | Gs     | DR |
| ----------------- | ----- | ------- | ------- | ------- | ------- | ------- | ------- | ------------ | ------------ | ------------ | ------------ | ------------ | ------------ | ------ | ------ | ------ | ------ | ------ | ------ | -- |
| 2. Bundesliga     | 48    | 17      | 10      | 3       | 4       | 30      | 18      | 17           | 4            | 3            | 10           | 13           | 27           | 34     | 14     | 6      | 14     | 43     | 45     | -2 |
| Coppa di Germania | -     | 2       | 0       | 1       | 1       | 2       | 5       | 1            | 1            | 0            | 0            | 1            | 0            | 3      | 1      | 1      | 1      | 3      | 5      | -2 |
| Totale            | -     | 19      | 10      | 4       | 5       | 32      | 23      | 18           | 5            | 3            | 10           | 14           | 27           | 37     | 15     | 7      | 15     | 46     | 50     | -4 |

### Andamento in campionato
| Giornata  | 1 | 2 | 3  | 4  | 5 | 6  | 7  | 8  | 9  | 10 | 11 | 12 | 13 | 14 | 15 | 16 | 17 | 18 | 19 | 20 | 21 | 22 | 23 | 24 | 25 | 26 | 27 | 28 | 29 | 30 | 31 | 32 | 33 | 34 |
| --------- | - | - | -- | -- | - | -- | -- | -- | -- | -- | -- | -- | -- | -- | -- | -- | -- | -- | -- | -- | -- | -- | -- | -- | -- | -- | -- | -- | -- | -- | -- | -- | -- | -- |
| Luogo     | C | T | C  | T  | C | T  | C  | T  | C  | T  | C  | T  | T  | C  | T  | C  | T  | T  | C  | C  | T  | T  | C  | T  | C  | T  | C  | T  | C  | C  | T  | C  | T  | C  |
| Risultato | V | P | P  | N  | V | P  | N  | P  | V  | P  | P  | P  | V  | N  | V  | V  | N  | N  | V  | P  | V  | P  | V  | P  | V  | V  | V  | P  | P  | V  | P  | N  | P  | V  |
| Posizione | 4 | 8 | 12 | 12 | 6 | 13 | 14 | 15 | 11 | 14 | 15 | 15 | 15 | 15 | 14 | 9  | 12 | 12 | 9  | 11 | 12 | 10 | 9  | 10 | 9  | 7  | 7  | 7  | 7  | 7  | 7  | 8  | 9  | 8  |

Legenda:

Luogo: C = Casa; T = Trasferta. Risultato: V = Vittoria; N = Pareggio; P = Sconfitta.

### Statistiche dei giocatori
| Giocatore       | 2. Bundesliga | 2. Bundesliga | 2. Bundesliga | 2. Bundesliga | Coppa di Germania | Coppa di Germania | Coppa di Germania | Coppa di Germania | Totale   | Totale | Totale      | Totale     |
| Giocatore       | Presenze      | Reti          | Ammonizioni   | Espulsioni    | Presenze          | Reti              | Ammonizioni       | Espulsioni        | Presenze | Reti   | Ammonizioni | Espulsioni |
| --------------- | ------------- | ------------- | ------------- | ------------- | ----------------- | ----------------- | ----------------- | ----------------- | -------- | ------ | ----------- | ---------- |
| M. Hofmann      | 1             | 0             | 0             | 0             | -                 | -                 | -                 | -                 | 1        | 0      | 0           | 0          |
| G. Király       | 33            | 0             | 3             | 0             | 3                 | 0                 | 1                 | 0                 | 36       | 0      | 4           | 0          |
| P. Tschauner    | 1             | 0             | 0             | 0             | -                 | -                 | -                 | -                 | 1        | 0      | 0           | 0          |
| M. Béda         | 14            | 0             | 3             | 0             | 1                 | 0                 | 0                 | 0                 | 15       | 0      | 3           | 0          |
| T. Çamdal       | 4             | 0             | 0             | 0             | 2                 | 0                 | 0                 | 0                 | 6        | 0      | 0           | 0          |
| R. Felhi        | 23            | 0             | 6             | 0             | 3                 | 1                 | 3                 | 0                 | 26       | 1      | 9           | 0          |
| M. Ghvinianidze | 26            | 0             | 2             | 0             | 2                 | 0                 | 0                 | 0                 | 28       | 0      | 2           | 0          |
| T. Hoffmann     | 16            | 1             | 5             | 0             | 2                 | 0                 | 0                 | 0                 | 18       | 1      | 5           | 0          |
| J. Holebas      | 31            | 4             | 9             | 1             | 3                 | 0                 | 1                 | 0                 | 34       | 4      | 10          | 1          |
| A. Rukavina     | 32            | 0             | 4             | 0             | 3                 | 0                 | 1                 | 0                 | 35       | 0      | 5           | 0          |
| S. Aigner       | 25            | 8             | 3             | 2             | 1                 | 0                 | 0                 | 0                 | 26       | 8      | 3           | 2          |
| E. Biancucchi   | 13            | 0             | 1             | 0             | -                 | -                 | -                 | -                 | 13       | 0      | 1           | 0          |
| D. Bierofka     | -             | -             | -             | -             | -                 | -                 | -                 | -                 | -        | -      | -           | -          |
| A. Ignjovski    | 30            | 0             | 7             | 0             | 2                 | 0                 | 1                 | 0                 | 32       | 0      | 8           | 0          |
| S. Kaiser       | 19            | 0             | 4             | 0             | 3                 | 0                 | 0                 | 0                 | 22       | 0      | 4           | 0          |
| F. Lovin        | 9             | 0             | 0             | 0             | 1                 | 0                 | 0                 | 0                 | 10       | 0      | 0           | 0          |
| A. Ludwig       | 29            | 5             | 5             | 0             | 3                 | 0                 | 1                 | 0                 | 32       | 5      | 6           | 0          |
| M. Antonio      | 5             | 0             | 0             | 0             | -                 | -                 | -                 | -                 | 5        | 0      | 0           | 0          |
| D. Stahl        | 13            | 0             | 2             | 0             | -                 | -                 | -                 | -                 | 13       | 0      | 2           | 0          |
| E. Uzoma        | 6             | 0             | 0             | 0             | -                 | -                 | -                 | -                 | 6        | 0      | 0           | 0          |
| B. Lauth        | 30            | 6             | 2             | 0             | 3                 | 0                 | 0                 | 0                 | 33       | 6      | 2           | 0          |
| K. Lushtaku     | -             | -             | -             | -             | -                 | -                 | -                 | -                 | -        | -      | -           | -          |
| P. Mlapa        | 21            | 6             | 2             | 0             | 2                 | 0                 | 0                 | 0                 | 23       | 6      | 2           | 0          |
| C. Pappas       | 23            | 3             | 3             | 1             | 1                 | 0                 | 0                 | 0                 | 24       | 3      | 3           | 1          |
| Đ. Rakić        | 14            | 3             | 4             | 0             | -                 | -                 | -                 | -                 | 14       | 3      | 4           | 0          |
| S. Rösler       | 25            | 4             | 7             | 0             | 2                 | 0                 | 0                 | 0                 | 27       | 4      | 7           | 0          |
| M. Schäffler    | 10            | 0             | 0             | 0             | 1                 | 0                 | 0                 | 0                 | 11       | 0      | 0           | 0          |
| L. Bender       | 2             | 0             | 0             | 0             | 1                 | 0                 | 0                 | 0                 | 3        | 0      | 0           | 0          |
| K. Cooper       | 12            | 2             | 1             | 0             | 2                 | 1                 | 1                 | 0                 | 14       | 3      | 2           | 0          |
| A. Djokaj       | 3             | 0             | 0             | 0             | 1                 | 0                 | 0                 | 0                 | 4        | 0      | 0           | 0          |
| B. Schwarz      | 3             | 0             | 1             | 0             | -                 | -                 | -                 | -                 | 3        | 0      | 1           | 0          |